# 高幹
高幹（2世紀？—206年），字元才，东汉末年軍事人物，陳留圉縣（今河南杞县圉鎮）人，軍閥袁绍的外甥、袁尚的表哥。出身陳留高氏，祖父和父親兩代為官，其本人亦曾擔任州刺史。

## 生平
高幹是袁紹的外甥，通曉文事武略，在當代的河北地區聲望頗高。曾奉袁紹命令和荀諶等人遊說韓馥讓出冀州，高幹總共奉命治理并州有七年之久，治績卓越。官渡之戰後，潰敗的袁紹軍團中以高幹的軍隊保持得最完整，精銳部隊有五萬人，作戰力旺盛。202年袁紹辭世後，高幹曾應郭援和南匈奴單于呼廚泉等袁氏勢力反擊曹操，但在郭援戰敗被殺和袁譚、袁尚兄弟反目的形勢之下，於203年向曹操投降，曹操讓他繼續留任并州刺史。高幹表面上歸順朝廷，但隨後在建安十年（205年），高幹乘曹操征伐逃到烏桓的袁熙和袁尚而在并州叛變，劫持上黨太守，據守壺關，與李典和樂進率領的曹軍相持數月。次年曹操親征高幹，壺關被攻破，高幹於是留部將夏昭和鄧升守城，自己親身向匈奴單于求援，但失敗。

### 被殺
高幹於是與數騎南下荊州打算投奔劉表，於道上被上洛都尉王琰所殺，獻首於曹操。

## 家族

### 高祖父輩
- 高固，生活於王莽時代。

### 曾祖父輩
- 高慎，高固子。

### 祖父輩
- 高式，高慎子。
- 高昌，高慎子，高式弟。
- 高賜，高式弟，高慎子，高幹祖父，曾任東漢司隸校尉。

### 父輩
- 高弘，高式子。
- 高躬，高賜子，高幹父，曾任蜀郡太守。

### 平輩
- 高靖，高弘子，曾任蜀郡都尉。

### 子輩
- 高柔，高靖子，曾依附高幹，後跟隨曹操，在魏國官至司徒。

### 孫輩
- 高儁，高柔長子，為大將軍掾。
- 高誕，高柔次子，歷任三州刺史、太僕。
- 高光，高柔三子，西晉黃沙御史，守廷尉，後任廷尉。官至尚書令，追贈司空。

### 曾孫輩
- 高韜，高光子，由於參與誅殺司馬越的謀劃，事情泄漏而伏誅。
- 高渾，高柔孫，繼承高柔的爵位。

## 評價
- 高幹喜歡招納賢才，卻缺乏看人的眼光，曾被仲長統忠告：「君有雄志而無雄才，好士而不能擇人，所以為君深戒也。」，然而高幹不聽，仲長統因此離去。